# 827
827 је била проста година.

## Догађаји
- Википедија:Непознат датум — Владавина династије Абасида у Багдаду.

- 14. јун - Еуфемије, прогнани Византијски адмирал, тражи помоћ Арапа Северне Африке, да се поврати на Сицилију и Малту. Емир Зијадат Аллах  из Ифракије обећава да ће вратити острва Еуфемију, у замену за годишњу почаст и шаље арапску муслиманску експедицину од 10.000 мушкараца под 70-годишњим Асадом Асад Ибн ал-Фуратом, који долази у Сицилији.
- Јесен - Опсада Сиракузе: Муслиманске снаге под Асад Ибн ал-Фуратом, у знак подршке побуњеничкој војсци, опкољени Сиракузу.
- Лето - Омуртаг, владар (Кан) Бугарског царства, покреће напад на Запад и продире у Панонију. Он је протерао словенске владаре и гувернере и место њих поставио Бугаре да би их контролисао. Омуртаг осваја градове Сингидунум, Браничево, Сирмијум и већи део источне Славоније.
- Етхелстан постаје краљ Источне Англије, након смрти краља Мерсије. Лудека је наследио Виглаф.
- Цар Јенг Зонг је убијен у атентат од стране групе завереника. Наслеђује га брат Вен Зонг, као владар династије Танг.
- 27. август - Папа Евгеније II умре и наслеђује га папа Валентин као 100. римски папа.
- 10. октобар - Папа Валентин умире тек након двомесечне владавине, а њега наслеђује папа Гргур IV као 101. римски папа.

## Смрти
- Википедија:Непознат датум — Свети Никифор - Цариградски патријарх, на острву Проконис.